# Whitney: The Greatest Hits
Whitney: The Greatest Hits là album tuyển tập đầu tiên của nghệ sĩ thu âm người Mỹ Whitney Houston, phát hành ngày 16 tháng 5 năm 2000 bởi Arista Records. Nó bao gồm một đĩa với những bản ballad và một đĩa với những bài hát được phối lại cũng như một số bài hát mới. Màn trình diễn "The Star-Spangled Banner" của Houston tại Super Bowl XXV, bài hát vận động cho Thế vận hội Mùa hè 1988 "One Moment in Time" và "If You Say My Eyes Are Beautiful", một bản song ca với Jermaine Jackson cho album phòng thu của nam ca sĩ Precious Moments (1986), cũng xuất hiện trong album. Ngoài ra, bộ sưu tập còn bao gồm bốn bài hát mới—"Could I Have This Kiss Forever", song ca với Enrique Iglesias, "If I Told You That", song ca với George Michael, "Same Script, Different Cast", song ca với Deborah Cox và "Fine"—tất cả đều được phát hành làm đĩa đơn. Cùng với Whitney: The Greatest Hits, một DVD và VHS cũng được phát hành cùng thời điểm với những video ca nhạc nổi tiếng trong sự nghiệp của Houston, những màn trình diễn trực tiếp khó tìm kiếm như màn ra mắt đầu tiên của cô trên The Merv Griffin Show vào năm 1983, và những cuộc phỏng vấn.
Sau khi phát hành, Whitney: The Greatest Hits nhận được những phản ứng trái chiều từ các nhà phê bình âm nhạc, trong đó phần lớn ý kiến chỉ trích tập trung vào việc sử dụng những bản phối lại cho đĩa thứ hai, thay cho bản gốc của những bài hát. Tuy nhiên, nó đã gặt hái những thành vượt trội trên toàn cầu, đứng đầu các bảng xếp hạng ở Ireland và Vương quốc Anh, và lọt vào top 10 ở tất cả những thị trường nó xuất hiện, bao gồm vươn đến top 5 ở Úc, Áo, Bỉ, Canada, Đan Mạch, Hà Lan, Pháp, Đức, Ý, Nhật Bản, Tây Ban Nha, Thụy Điển và Thụy Sĩ. Sau sự ra đi đột ngột của Houston vào tháng 2 năm 2012, doanh số tiêu thụ của album đã tăng nhanh và giúp nó trở lại các bảng xếp hạng ở châu Âu và Bắc Mỹ. Tại Hoa Kỳ, Whitney: The Greatest Hits đạt vị trí mới ở vị trí thứ hai trên bảng xếp hạng Billboard 200, sau khi ra mắt và đạt vị trí thứ năm trong lần đầu xuất hiện. Ngoài ra, nó còn được Hiệp hội Công nghiệp ghi âm Mỹ (RIAA) chứng nhận năm đĩa Bạch kim, và giúp Houston trở thành nghệ sĩ nữ đầu tiên có ba album lọt vào top 10 của Billboard 200 trong cùng một tuần, với Whitney: The Greatest Hits, The Bodyguard (1992) và Whitney Houston (1985). Tính đến nay, album đã bán được 13 triệu bản trên toàn thế giới.
Ở Hoa Kỳ, những bản sao của nó được bán tại những cửa hàng Circuit City còn bao gồm một đĩa thứ ba với những bản phối lại mới. Whitney: The Unreleased Mixes là bộ sưu tập đĩa than giới hạn với bốn đĩa, có đầy đủ tám bản phối lại được lựa chọn từ những bản phối lại trong phiên bản ở Hoa Kỳ. Năm 2006, nó được phát hành kỹ thuật số với tên gọi Dance Vault Mixes: Whitney Houston – The Unreleased Mixes (Collector's Edition). Năm 2011, album được tái phát hành ở châu Âu, Canada, Úc và New Zealand với danh sách bài hát của phiên bản quốc tế, nhưng được đổi tên thành The Essential Whitney Houston, như là một phần của chuỗi album The Essential từ Sony Legacy. Ngoài việc thay đổi tiêu đề, việc phát hành lại cũng thay đổi ảnh bìa album, thay thế cho ảnh bìa từ bản phát hành đầu tiên, được thực hiện bởi David LaChapelle.

## Danh sách bài hát

### Phiên bản tại Bắc Mỹ
| Đĩa 1: Cool Down | Đĩa 1: Cool Down                                                            | Đĩa 1: Cool Down                                                  | Đĩa 1: Cool Down                      | Đĩa 1: Cool Down |
| STT              | Nhan đề                                                                     | Sáng tác                                                          | Sản xuất                              | Thời lượng       |
| ---------------- | --------------------------------------------------------------------------- | ----------------------------------------------------------------- | ------------------------------------- | ---------------- |
| 1.               | "You Give Good Love"                                                        | LaLa                                                              | Kashif                                | 4:11             |
| 2.               | "Saving All My Love for You"                                                | Michael Masser, Gerry Goffin                                      | Michael Masser                        | 3:57             |
| 3.               | "Greatest Love of All"                                                      | Michael Masser, Linda Creed                                       | Michael Masser                        | 4:54             |
| 4.               | "All at Once"                                                               | Michael Masser, Jeffrey Osborne                                   | Michael Masser                        | 4:29             |
| 5.               | "If You Say My Eyes Are Beautiful" (hợp tác với Jermaine Jackson)           | Elliot Willensky                                                  | Jermaine Jackson, Tom Keane           | 4:20             |
| 6.               | "Didn't We Almost Have It All"                                              | Michael Masser, Will Jennings                                     | Michael Masser                        | 4:38             |
| 7.               | "Where Do Broken Hearts Go"                                                 | Frank Wildhorn, Chuck Jackson                                     | Narada Michael Walden                 | 4:38             |
| 8.               | "All the Man That I Need"                                                   | Dean Pitchford, Michael Gore                                      | Narada Michael Walden                 | 3:57             |
| 9.               | "Run to You"                                                                | Allan Rich, Jud Friedman                                          | David Foster                          | 4:27             |
| 10.              | "I Have Nothing"                                                            | David Foster, Linda Thompson                                      | David Foster                          | 4:53             |
| 11.              | "I Will Always Love You"                                                    | Dolly Parton                                                      | David Foster                          | 4:28             |
| 12.              | "Exhale (Shoop Shoop)"                                                      | Babyface                                                          | Babyface                              | 3:25             |
| 13.              | "Why Does It Hurt So Bad"                                                   | Babyface                                                          | Babyface                              | 4:40             |
| 14.              | "I Believe in You and Me"                                                   | David Wolfert, Sandy Linzer                                       | Mervyn Warren, Whitney Houston        | 3:54             |
| 15.              | "Heartbreak Hotel" (hợp tác với Faith Evans và Kelly Price)                 | Carsten Schack, Kenneth Karlin, Tamara Savage                     | Soulshock & Karlin                    | 4:06             |
| 16.              | "My Love Is Your Love"                                                      | Wyclef Jean, Jerry Duplessis                                      | Wyclef Jean, Jerry "Wonder" Duplessis | 4:19             |
| 17.              | "Same Script, Different Cast" (song ca với Deborah Cox)                     | Anthony Crawford, Shae Jones, Stacey Dove Daniels, Montell Jordan | "Shep" Crawford                       | 4:58             |
| 18.              | "Could I Have This Kiss Forever" (Metro Mix) (song ca với Enrique Iglesias) | Diane Warren                                                      | David Foster                          | 3:55             |

| Đĩa 2: Throw Down | Đĩa 2: Throw Down                                                                             | Đĩa 2: Throw Down                                                             | Đĩa 2: Throw Down                                                                          | Đĩa 2: Throw Down |
| STT               | Nhan đề                                                                                       | Sáng tác                                                                      | Sản xuất / Remixer                                                                         | Thời lượng        |
| ----------------- | --------------------------------------------------------------------------------------------- | ----------------------------------------------------------------------------- | ------------------------------------------------------------------------------------------ | ----------------- |
| 1.                | "Fine"                                                                                        | Raphael Saadiq, Kamaal Fareed                                                 | Raphael Saadiq, Q-Tip                                                                      | 3:35              |
| 2.                | "If I Told You That" (song ca với George Michael)                                             | Rodney Jerkins, Fred Jerkins III, LaShawn Daniels, Tony Estes                 | Rodney Jerkins (Hỗ trợ sản xuất: George Michael)                                           | 4:33              |
| 3.                | "It's Not Right but It's Okay" (Thunderpuss Mix)                                              | Rodney Jerkins, Fred Jerkins III, LaShawn Daniels, Isaac Phillips, Tony Estes | Rodney Jerkins / Thunderpuss 2000 (Chris Cox, Barry Harris)                                | 4:15              |
| 4.                | "My Love Is Your Love" (Jonathan Peters Mix)                                                  | Wyclef Jean, Jerry Duplessis                                                  | Wyclef Jean, Jerry "Wonder" Duplessis / Jonathan Peters, Tony Coluccio                     | 4:18              |
| 5.                | "Heartbreak Hotel" (hợp tác với Faith Evans và Kelly Price) (Hex Hector Mix)                  | Carsten Schack, Kenneth Karlin, Tamara Savage                                 | Soulshock & Karlin / Hex Hector                                                            | 4:20              |
| 6.                | "I Learned from the Best" (HQ² Mix)                                                           | Diane Warren                                                                  | David Foster / Hex Hector, Mac Quayle                                                      | 4:23              |
| 7.                | "Step by Step" (Junior Vasquez Mix)                                                           | Annie Lennox                                                                  | Stephen Lipson / Junior Vasquez                                                            | 4:04              |
| 8.                | "I'm Every Woman" (Clivilles & Cole Mix)                                                      | Nickolas Ashford, Valerie Simpson                                             | Narada Michael Walden / Robert Clivilles, David Cole                                       | 4:30              |
| 9.                | "Queen of the Night" (CJ Mackintosh Mix)                                                      | L.A. Reid, Babyface, Whitney Houston                                          | L.A. Reid, Babyface, Whitney Houston, Daryl Simmons / CJ Mackintosh                        | 3:45              |
| 10.               | "I Will Always Love You" (Hex Hector Mix)                                                     | Dolly Parton                                                                  | David Foster / Hex Hector                                                                  | 4:48              |
| 11.               | "Love Will Save the Day" (Jellybean & David Morales Mix)                                      | Toni C.                                                                       | Jellybean / Jellybean, David Morales                                                       | 5:06              |
| 12.               | "I'm Your Baby Tonight" (Dronez Mix)                                                          | L.A. Reid, Babyface                                                           | L.A. Reid, Babyface / The Dronez (aka Harry "Choo-Choo" Romero, José Nunez, Erick Morillo) | 5:05              |
| 13.               | "So Emotional" (David Morales Mix)                                                            | Billy Steinberg, Tom Kelly                                                    | Narada Michael Walden / David Morales                                                      | 3:57              |
| 14.               | "I Wanna Dance with Somebody (Who Loves Me)" (Junior Vasquez Mix)                             | George Merrill, Shannon Rubicam                                               | Narada Michael Walden / Junior Vasquez                                                     | 4:24              |
| 15.               | "How Will I Know" (Junior Vasquez Mix)                                                        | George Merrill, Shannon Rubicam, Narada Michael Walden                        | Narada Michael Walden / Junior Vasquez                                                     | 4:09              |
| 16.               | "Greatest Love of All" (Junior Vasquez Mix)                                                   | Michael Masser, Linda Creed                                                   | Michael Masser / Junior Vasquez                                                            | 5:09              |
| 17.               | "One Moment in Time"                                                                          | Albert Hammond, John Bettis                                                   | Narada Michael Walden                                                                      | 4:47              |
| 18.               | "The Star Spangled Banner" (Trình diễn trực tiếp ngày 27 tháng 1 năm 1991 tại Super Bowl XXV) | Francis Scott Key                                                             | Hỗ trợ: John Clayton, Jr. với the Florida Orchestra                                        | 2:15              |

| Đĩa bổ sung tại Circuit City | Đĩa bổ sung tại Circuit City                      | Đĩa bổ sung tại Circuit City |
| STT                          | Nhan đề                                           | Thời lượng                   |
| ---------------------------- | ------------------------------------------------- | ---------------------------- |
| 1.                           | "Greatest Love of All" (Club 69 Mix)              | 11:54                        |
| 2.                           | "So Emotional" (David Morales Emotional Club Mix) | 11:21                        |

### Phiên bản quốc tế
| Đĩa 1: Cool Down | Đĩa 1: Cool Down                                                            | Đĩa 1: Cool Down                                                  | Đĩa 1: Cool Down               | Đĩa 1: Cool Down |
| STT              | Nhan đề                                                                     | Sáng tác                                                          | Sản xuất                       | Thời lượng       |
| ---------------- | --------------------------------------------------------------------------- | ----------------------------------------------------------------- | ------------------------------ | ---------------- |
| 1.               | "Saving All My Love for You"                                                | Michael Masser, Gerry Goffin                                      | Michael Masser                 | 3:57             |
| 2.               | "Greatest Love of All"                                                      | Michael Masser, Linda Creed                                       | Michael Masser                 | 4:52             |
| 3.               | "One Moment in Time"                                                        | Albert Hammond, John Bettis                                       | Narada Michael Walden          | 4:46             |
| 4.               | "I Have Nothing"                                                            | David Foster, Linda Thompson                                      | David Foster                   | 4:51             |
| 5.               | "I Will Always Love You"                                                    | Dolly Parton                                                      | David Foster                   | 4:27             |
| 6.               | "Run to You"                                                                | Allan Rich, Jud Friedman                                          | David Foster                   | 4:27             |
| 7.               | "You Give Good Love"                                                        | LaLa                                                              | Kashif                         | 4:11             |
| 8.               | "All at Once"                                                               | Michael Masser, Jeffrey Osborne                                   | Michael Masser                 | 4:30             |
| 9.               | "Where Do Broken Hearts Go"                                                 | Frank Wildhorn, Chuck Jackson                                     | Narada Michael Walden          | 4:38             |
| 10.              | "If You Say My Eyes Are Beautiful" (song ca với Jermaine Jackson)           | Elliot Willensky                                                  | Jermaine Jackson, Tom Keane    | 4:20             |
| 11.              | "Didn't We Almost Have It All"                                              | Michael Masser, Will Jennings                                     | Michael Masser                 | 4:38             |
| 12.              | "All the Man That I Need"                                                   | Dean Pitchford, Michael Gore                                      | Narada Michael Walden          | 3:56             |
| 13.              | "Exhale (Shoop Shoop)"                                                      | Babyface                                                          | Babyface                       | 3:25             |
| 14.              | "Count on Me" (song ca với CeCe Winans)                                     | Babyface, Whitney Houston, Michael Houston                        | Babyface                       | 4:27             |
| 15.              | "I Believe in You and Me"                                                   | David Wolfert, Sandy Linzer                                       | Mervyn Warren, Whitney Houston | 3:55             |
| 16.              | "I Learned from the Best"                                                   | Diane Warren                                                      | David Foster                   | 4:23             |
| 17.              | "Same Script, Different Cast" (song ca với Deborah Cox)                     | Anthony Crawford, Shae Jones, Stacey Dove Daniels, Montell Jordan | "Shep" Crawford                | 5:00             |
| 18.              | "Could I Have This Kiss Forever" (Metro Mix) (song ca với Enrique Iglesias) | Diane Warren                                                      | David Foster                   | 3:55             |

| Đĩa 2: Throw Down | Đĩa 2: Throw Down                                           | Đĩa 2: Throw Down                                                             | Đĩa 2: Throw Down                                           | Đĩa 2: Throw Down |
| STT               | Nhan đề                                                     | Sáng tác                                                                      | Sản xuất                                                    | Thời lượng        |
| ----------------- | ----------------------------------------------------------- | ----------------------------------------------------------------------------- | ----------------------------------------------------------- | ----------------- |
| 1.                | "If I Told You That" (song ca với George Michael)           | Rodney Jerkins, Fred Jerkins III, LaShawn Daniels, Tony Estes                 | Rodney Jerkins (Hỗ trợ sản xuất: George Michael)            | 4:33              |
| 2.                | "Fine"                                                      | Raphael Saadiq, Kamaal Fareed                                                 | Raphael Saadiq, Q-Tip                                       | 3:35              |
| 3.                | "My Love Is Your Love"                                      | Wyclef Jean, Jerry Duplessis                                                  | Wyclef Jean, Jerry "Wonder" Duplessis                       | 4:18              |
| 4.                | "It's Not Right but It's Okay"                              | Rodney Jerkins, Fred Jerkins III, LaShawn Daniels, Isaac Phillips, Tony Estes | Rodney Jerkins                                              | 4:49              |
| 5.                | "Heartbreak Hotel" (hợp tác với Faith Evans và Kelly Price) | Carsten Schack, Kenneth Karlin, Tamara Savage                                 | Soulshock & Karlin                                          | 4:35              |
| 6.                | "Step by Step"                                              | Annie Lennox                                                                  | Stephen Lipson                                              | 4:12              |
| 7.                | "Queen of the Night" (CJ Mackintosh Mix)                    | L.A. Reid, Babyface, Whitney Houston                                          | L.A. Reid, Babyface, Whitney Houston, Daryl Simmons         | 3:46              |
| 8.                | "I'm Every Woman"                                           | Nickolas Ashford, Valerie Simpson                                             | Narada Michael Walden                                       | 4:45              |
| 9.                | "Love Will Save the Day"                                    | Toni C.                                                                       | Jellybean                                                   | 5:21              |
| 10.               | "I'm Your Baby Tonight"                                     | L.A. Reid, Babyface                                                           | L.A. Reid, Babyface                                         | 4:58              |
| 11.               | "So Emotional"                                              | Billy Steinberg, Tom Kelly                                                    | Narada Michael Walden                                       | 4:32              |
| 12.               | "I Wanna Dance with Somebody (Who Loves Me)"                | George Merrill, Shannon Rubicam                                               | Narada Michael Walden                                       | 4:49              |
| 13.               | "How Will I Know"                                           | George Merrill, Shannon Rubicam, Narada Michael Walden                        | Narada Michael Walden                                       | 4:33              |
| 14.               | "I Will Always Love You" (Hex Hector Mix)                   | Dolly Parton                                                                  | David Foster / phối lại bởi Hex Hector                      | 4:52              |
| 15.               | "Greatest Love of All" (Club 69 Mix)                        | Michael Masser, Linda Creed                                                   | Michael Masser / phối lại bởi Peter Rauhofer                | 4:43              |
| 16.               | "It's Not Right But It's Okay" (Thunderpuss Mix)            | Rodney Jerkins, Fred Jerkins III, LaShawn Daniels, Isaac Phillips, Tony Estes | Rodney Jerkins / Thunderpuss 2000 (Chris Cox, Barry Harris) | 4:16              |
| 17.               | "I'm Your Baby Tonight" (Dronez Mix)                        | L.A. Reid, Babyface                                                           | L.A. Reid, Babyface / phối lại bởi the Dronez               | 5:03              |

### Whitney: The Unreleased Mixes
| Whitney: The Unreleased Mixes | Whitney: The Unreleased Mixes                                                     | Whitney: The Unreleased Mixes |
| STT                           | Nhan đề                                                                           | Thời lượng                    |
| ----------------------------- | --------------------------------------------------------------------------------- | ----------------------------- |
| 1.                            | "How Will I Know" (Junior Vasquez Mix)                                            | 7:38                          |
| 2.                            | "Greatest Love of All" (Club 69 Mix)                                              | 11:54                         |
| 3.                            | "I'm Every Woman" (Clivilles & Cole Every Woman's House/Club Mix)                 | 10:21                         |
| 4.                            | "Greatest Love of All" (Junior Vasquez Club Mix)                                  | 12:33                         |
| 5.                            | "Love Will Save The Day" (Jellybean & David Morales 1987 Classic Underground Mix) | 7:37                          |
| 6.                            | "I Will Always Love You" (Hex Hector Club Mix)                                    | 9:56                          |
| 7.                            | "So Emotional" (David Morales Emotional Club Mix)                                 | 11:21                         |
| 8.                            | "I'm Your Baby Tonight" (Dronez Mix)                                              | 8:33                          |
| Tổng thời lượng:              | Tổng thời lượng:                                                                  | 1:19:52                       |

## Xếp hạng
| Bảng xếp hạng (2000-12)                  | Vị trí cao nhất |
| ---------------------------------------- | --------------- |
| Argentina (CAPIF)                        | 9               |
| Album Úc (ARIA)                          | 3               |
| Album Áo (Ö3 Austria)                    | 3               |
| Album Bỉ (Ultratop Vlaanderen)           | 2               |
| Album Bỉ (Ultratop Wallonie)             | 2               |
| Canada (RPM)                             | 4               |
| Album Canada (Billboard)                 | 4               |
| Đan Mạch (Hitlisten)                     | 2               |
| Album Hà Lan (Album Top 100)             | 2               |
| Châu Âu (European Top 100 Albums)        | 2               |
| Album Phần Lan (Suomen virallinen lista) | 7               |
| Album Pháp (SNEP)                        | 9               |
| Đức (Offizielle Top 100)                 | 2               |
| Hy Lạp (IFPI)                            | 3               |
| Album Hungaria (MAHASZ)                  | 7               |
| Ireland (IRMA)                           | 1               |
| Album Ý (FIMI)                           | 4               |
| Nhật Bản (Oricon)                        | 3               |
| Malaysia (RIM)                           | 8               |
| Album New Zealand (RMNZ)                 | 9               |
| Album Na Uy (VG-lista)                   | 6               |
| Album Scotland (OCC)                     | 1               |
| Tây Ban Nha (PROMUSICAE)                 | 4               |
| Album Thụy Điển (Sverigetopplistan)      | 4               |
| Album Thụy Sĩ (Schweizer Hitparade)      | 2               |
| Album Anh Quốc (OCC)                     | 1               |
| Album Anh Quốc R&B (OCC)                 | 1               |
| Album Hoa Kỳ Billboard 200               | 2               |
| Album Hoa Kỳ Top R&B/Hip-Hop (Billboard) | 3               |
| Album Hoa Kỳ Top Catalog (Billboard)     | 1               |

| Bảng xếp hạng (2012)            | Vị trí cao nhất |
| ------------------------------- | --------------- |
| Úc (ARIA)                       | 7               |
| Áo (Ö3 Austria)                 | 29              |
| Canada (Billboard)              | 3               |
| Croatia (IFPI)                  | 17              |
| Cộng Hòa Séc (IFPI)             | 22              |
| Đan Mạch (Hitlisten)            | 26              |
| Pháp (SNEP)                     | 56              |
| Đức (Offizielle Top 100)        | 20              |
| Hy Lạp (IFPI)                   | 46              |
| Ireland (IRMA)                  | 7               |
| Ý (FIMI)                        | 21              |
| Mexico (Top 100 Mexico)         | 79              |
| New Zealand (Recorded Music NZ) | 18              |
| Album Ba Lan (ZPAV)             | 42              |
| Nam Phi (RiSA)                  | 3               |
| Hàn Quốc (Gaon Albums Chart)    | 11              |
| Thụy Sĩ (Schweizer Hitparade)   | 15              |
| Anh Quốc (OCC)                  | 7               |
| Anh Quốc R&B Albums (OCC)       | 2               |

| Bảng xếp hạng (2000)                      | Vị trí |
| ----------------------------------------- | ------ |
| Australian Albums (ARIA)                  | 63     |
| Austrian Albums (Ö3 Austria)              | 31     |
| Belgian Albums (Ultratop Flanders)        | 18     |
| Belgian Albums (Ultratop Wallonia)        | 10     |
| Danish Albums (Hitlisten)                 | 19     |
| Dutch Albums (MegaCharts)                 | 32     |
| Europe (European Top 100 Albums)          | 9      |
| Finnish Albums (Musiikkituottajat)        | 105    |
| German Albums (Offizielle Top 100)        | 35     |
| Italian Albums (FIMI)                     | 20     |
| Japanese Albums (Oricon)                  | 52     |
| Norwegian Spring Period Albums (VG-lista) | 13     |
| Norwegian Summer Period Albums (VG-lista) | 16     |
| Swedish Albums (Sverigetopplistan)        | 19     |
| Swiss Albums (Schweizer Hitparade)        | 24     |
| UK Albums (OCC)                           | 9      |
| US Billboard 200                          | 81     |
| US Top R&B/Hip-Hop Albums (Billboard)     | 77     |
| Bảng xếp hạng (2001)                      | Vị trí |
| UK Albums (OCC)                           | 111    |
| Bảng xếp hạng (2004)                      | Vị trí |
| UK Albums (OCC)                           | 179    |
| Bảng xếp hạng (2006)                      | Vị trí |
| UK Albums (OCC)                           | 152    |
| Bảng xếp hạng (2012)                      | Vị trí |
| Australian Urban Albums (ARIA)            | 27     |
| US Billboard 200                          | 18     |
| Bảng xếp hạng (2012) The Essential        | Vị trí |
| Australian Urban Albums                   | 20     |
| South Korean International Albums (Gaon)  | 37     |
| UK Singles (OCC)                          | 177    |

| Bảng xếp hạng (2000-2009) | Xếp hạng |
| ------------------------- | -------- |
| UK Albums (OCC)           | 49       |

## Chứng nhận
| Quốc gia                                                                           | Chứng nhận  | Số đơn vị/doanh số chứng nhận |
| ---------------------------------------------------------------------------------- | ----------- | ----------------------------- |
| Úc (ARIA)                                                                          | 2× Bạch kim | 140.000^                      |
| Áo (IFPI Áo)                                                                       | Vàng        | 25.000*                       |
| Bỉ (BEA)                                                                           | Bạch kim    | 50.000*                       |
| Brasil (Pro-Música Brasil)                                                         | Vàng        | 100.000*                      |
| Canada (Music Canada)                                                              | Bạch kim    | 100.000^                      |
| Phần Lan (Musiikkituottajat)                                                       | Vàng        | 23,109                        |
| Pháp (SNEP)                                                                        | 2× Vàng     | 406,200                       |
| Đức (BVMI)                                                                         | Bạch kim    | 500.000^                      |
| Nhật Bản (RIAJ)                                                                    | 3× Bạch kim | 300,000^                      |
| Hà Lan (NVPI)                                                                      | Bạch kim    | 80.000^                       |
| Bồ Đào Nha (AFP)                                                                   | Bạch kim    | 40.000^                       |
| Tây Ban Nha (PROMUSICAE)                                                           | Bạch kim    | 100.000^                      |
| Thụy Điển (GLF)                                                                    | Bạch kim    | 80.000^                       |
| Thụy Sĩ (IFPI)                                                                     | Bạch kim    | 50.000^                       |
| Anh Quốc (BPI)                                                                     | 5× Bạch kim | 1.500.000^                    |
| Hoa Kỳ (RIAA)                                                                      | 5× Bạch kim | 2,600,000                     |
| Tổng hợp                                                                           |             |                               |
| Châu Âu (IFPI)                                                                     | 3× Bạch kim | 3.000.000*                    |
| * Chứng nhận dựa theo doanh số tiêu thụ. ^ Chứng nhận dựa theo doanh số nhập hàng. |             |                               |

| Quốc gia                                                                           | Chứng nhận | Số đơn vị/doanh số chứng nhận |
| ---------------------------------------------------------------------------------- | ---------- | ----------------------------- |
| Úc (ARIA)                                                                          | Bạch kim   | 15.000^                       |
| Argentina (CAPIF)                                                                  | Bạch kim   | 8.000^                        |
| Brasil (Pro-Música Brasil)                                                         | Bạch kim   | 50.000*                       |
| Tây Ban Nha (PROMUSICAE)                                                           | Vàng       | 10.000^                       |
| Anh Quốc (BPI)                                                                     | Vàng       | 25.000^                       |
| Hoa Kỳ (RIAA)                                                                      | Bạch kim   | 100.000^                      |
| * Chứng nhận dựa theo doanh số tiêu thụ. ^ Chứng nhận dựa theo doanh số nhập hàng. |            |                               |

| Quốc gia                                                                           | Chứng nhận | Số đơn vị/doanh số chứng nhận |
| ---------------------------------------------------------------------------------- | ---------- | ----------------------------- |
| Anh Quốc (BPI)                                                                     | Bạc        | 60.000^                       |
| * Chứng nhận dựa theo doanh số tiêu thụ. ^ Chứng nhận dựa theo doanh số nhập hàng. |            |                               |

## Lịch sử phát hành
| Nước                 | Ngày                | Nhãn hiệu |
| -------------------- | ------------------- | --------- |
| Hoa Kỳ               | 16 tháng 5 năm 2000 | Arista    |
| The Unreleased Mixes |                     |           |
| Toàn cầu             | 6 tháng 6 năm 2006  | J Records |
| The Essential        |                     |           |
| Vương quốc Anh       | 10 tháng 1 năm 2011 | Sony      |